# Ettore Bugatti
Ettore Isidoro Arco Bugatti (Milano, 15 settembre 1881 – Neuilly-sur-Seine, 21 agosto 1947) è stato un progettista e imprenditore italiano naturalizzato francese, fondatore della casa automobilistica Bugatti.
Dal 2000 il suo nome è inserito nell'Automotive Hall of Fame con tutte le maggiori personalità legate al mondo dell'automobile.

## Biografia

### Primi anni e giovinezza
Nato a Milano nel 1881, Ettore Bugatti proviene da una famiglia di artisti insediatasi a Nova Milanese, nell'operosa Brianza; è il figlio primogenito di Teresa Lorioli e Carlo Bugatti (1855–1940), un importante designer di mobili e gioielli in stile floreale. Suo fratello minore, Rembrandt Bugatti (1884–1916), morto suicida a soli 31 anni, è stato un importante scultore; sua zia, Luigia Bugatti, detta "Bice", era moglie del pittore Giovanni Segantini e suo nonno paterno, Giovanni Luigi Bugatti, era scultore e architetto.
È in questo contesto culturale che matura il convincimento profondo, diventato poi caposaldo della sua filosofia aziendale, che l'attività creativa debba essere manifestazione e coronamento della personalità e non mero mezzo di guadagno.
Ettore Bugatti inizia da giovane il suo percorso: nel 1895, ancora iscritto all’Accademia di Brera, prova un triciclo Prinetti & Stucchi con motore De Dion-Bouton, mostrando subito uno spiccato intuito per la meccanica. Nel 1898 abbandona la Scuola di Belle Arti per entrare, come semplice apprendista, nella celebre fabbrica milanese, i cui proprietari sono amici del padre; qui Ettore Bugatti partecipa a diverse competizioni in cui può mettere alla prova le modifiche tecniche e meccaniche che lui stesso apporta ai tricicli motorizzati. In questa epoca raccoglie parecchie vittorie, acquisendo una discreta fama nel mondo delle corse.
Grazie a uno spiccato spirito di osservazione, all'abilità nel disegno e all'esperienza fatta nel campo meccanico, nel 1898 costruisce la Tipo 1: è la prima vettura a montare gli pneumatici di un'altra azienda milanese, la Pirelli & C. Ettore Bugatti lavora intensamente e, finanziato dai conti Gulinelli di Ferrara (tra il 1900 e il 1901), progetta la Bugatti Tipo 2, che presenta all'esposizione automobilistica di Milano, dove vince il primo premio. È in questa occasione che viene notato dal barone Eugène De Dietrich, che lo invita a lavorare nel suo stabilimento di Niederbronn, in Alsazia, che diventerà la casa di Ettore Bugatti. Gli viene proposto il suo primo contratto che però, essendo minorenne, non può firmare: al suo posto l'accordo viene siglato dal padre Carlo.

### Prime esperienze lavorative
Ettore Bugatti dal 1902 fino al 1904 progetta le Bugatti Tipo 3 e Tipo 4 con il marchio Dietrich-Bugatti. In questo periodo si fa conoscere per l'affidabilità e le alte prestazioni dei suoi motori. Poco dopo la progettazione della Tipo 5 De Dietrich rinuncia a investire nel mondo delle automobili ed Ettore Bugatti si ritrova libero di iniziare una nuova esperienza: finanziato da Émile Mathis, giovane imprenditore di Strasburgo, e partendo proprio dal prototipo della Tipo 5, Ettore Bugatti progetta una vettura di grandi dimensioni, la cui realizzazione viene affidata alla Società Alsaziana di Costruzioni Meccaniche di Graffenstaden. Nasce così la Tipo 6 e, di lì a poco, la Tipo 7. I modelli, noti con il nome di "Hermes", avranno successo. 
Terminata la collaborazione con Émile Mathis, Ettore Bugatti, finanziato dalla Darmstadt Bank, disegna e costruisce un'altra vettura di grandi dimensioni, la Tipo 8, che propone alla Deutz AG di Colonia. L'azienda tedesca acquista i diritti sul progetto e assume Ettore Bugatti come ingegnere capo; nel 1908 realizza anche la Tipo 9, considerata una "pura Bugatti". 
Ma ormai i tempi sono maturi per l'auto che segnerà per sempre lo stile Bugatti: la Tipo 10 viene disegnata e costruita per proprio conto da Ettore Bugatti, che l'assembla nel garage della sua casa di Colonia. Molto simile all’Isotta Fraschini FE del 1908 e in controtendenza rispetto alle vetture di quell'epoca, la Tipo 10 è una vettura leggera: pesa solo 300 chilogrammi, per una cilindrata di 1.100 cc. Il principio è rivoluzionario: il peso è nemico della velocità. Ettore Bugatti battezza la sua creatura con un nome che farà fortuna: "Puro Sangue".

### La Bugatti: nascita ed affermazione
È il 15 dicembre 1909 quando Ettore Bugatti interrompe il suo rapporto con la Deutz AG di Colonia e torna in Alsazia, a Molsheim, dove fonda la sua compagnia di automobili.
Il Patron, come lo chiameranno da allora in poi, è contemporaneamente conservatore e innovatore tecnico dell'azienda: conservatore perché molti suoi modelli mantengono invariate tante soluzioni tecniche nel corso degli anni, come la Tipo 13, o il motore da 3,3 litri che equipaggia un gran numero di modelli durante gli anni trenta; innovatore per altre soluzioni tecniche all'epoca poco o niente utilizzate, come la distribuzione plurivalvole, che da una parte dà maggior notorietà alla Bugatti, e dall'altra s'impone essa stessa all'attenzione di tutti come alternativa alle classiche distribuzioni a due valvole per cilindro. 
Le automobili di Ettore Bugatti sono creazioni, pezzi unici dal design raffinato e con prestazioni d'alto livello. Su tutte, la Tipo 35 è la più vincente nelle corse degli anni venti: trionfa nel primo Gran Premio di Monaco e con duemila vittorie segna un primato tutt'oggi insuperato nella storia delle competizioni automobilistiche.

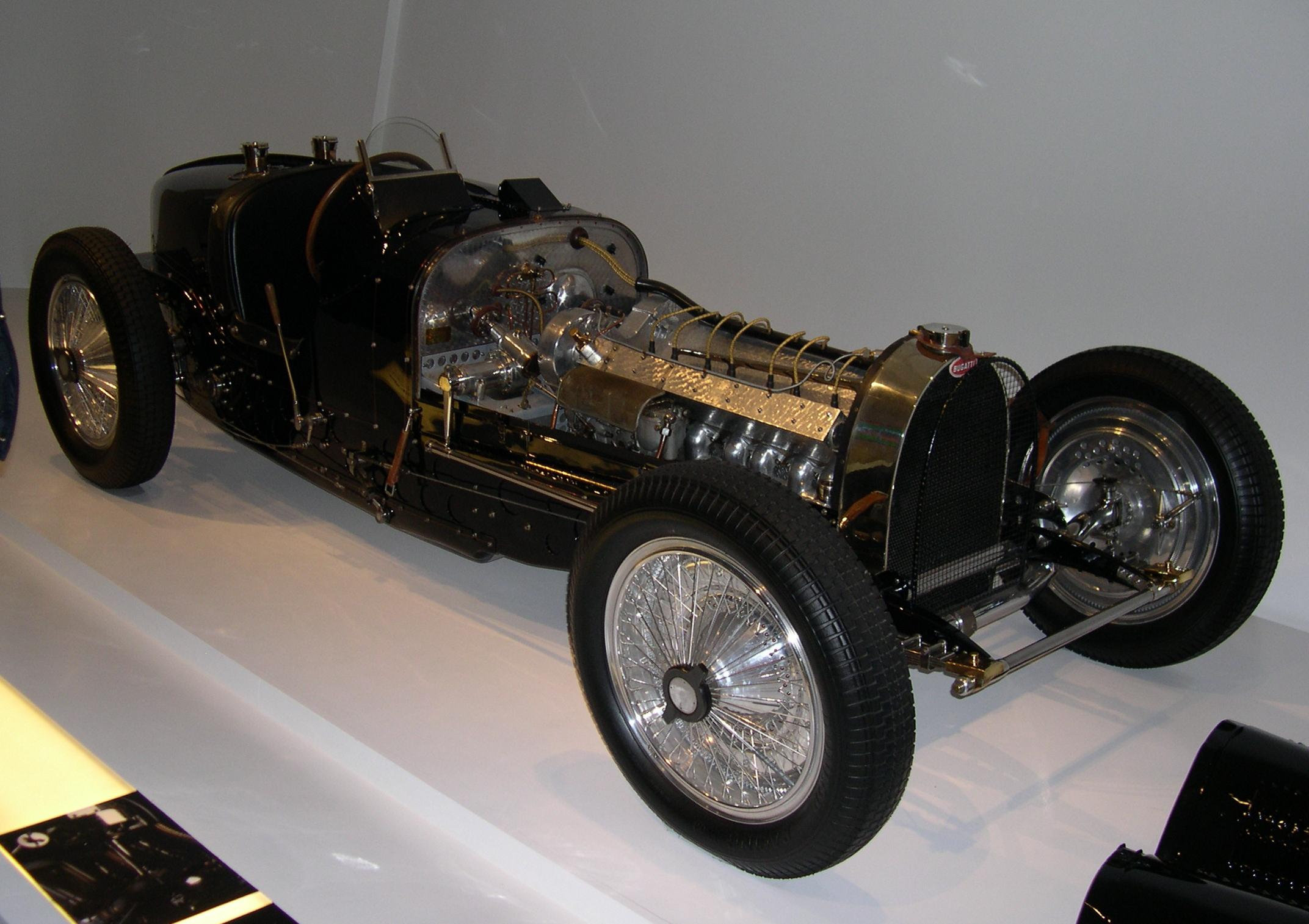
Bugatti Type 59 Grand Prix

Nella seconda metà degli anni venti Ettore Bugatti lavora a una maestosa vettura di gran lusso, il cui obiettivo è quello di surclassare le già assai prestigiose Rolls-Royce e Maybach. Il risultato è la Bugatti Royale, (chiamata anche Bugatti Gold per le numerose parti in oro del prototipo), una delle più grandi e lussuose auto di sempre. 

A causa della crisi del 1929 vengono vendute solo tre delle sei automobili prodotte. Ma i suoi motori di grossa cilindrata verranno utilizzati per realizzare l'Autorail, il primo treno ad alta velocità, antesignano del TGV. 
Celebre anche il 100P, l'aeroplano progettato da Ettore Bugatti per superare gli 800 chilometri orari, con un motore da 450 CV, un'aerodinamica all'avanguardia e soluzioni tecnologiche avanzate per l'epoca. Tuttavia, con l'inizio della seconda guerra mondiale, non ci sarà il tempo per farlo decollare.

### Declino dell'azienda; gli ultimi anni di Ettore
Il rapido declino di Bugatti inizia con la morte del figlio, Jean, deceduto l'11 agosto 1939, all'età di 30 anni, mentre collauda la Bugatti Tipo 57 a Duppigheim nei pressi della fabbrica.
Durante la seconda guerra mondiale la famiglia perde il controllo dell'azienda. Infatti, dopo l'occupazione tedesca della Francia, nel 1941, la fabbrica di Molsheim viene sequestrata e messa a disposizione dell'esercito tedesco. A Bugatti non rimane che cedere volontariamente l'azienda per evitare la vendita giudiziaria all'asta. Ne ricava 150 milioni di franchi: circa la metà del valore stimato. 
Proprio a causa di questa vendita forzata, finita la guerra, Ettore Bugatti viene accusato di collaborazionismo. La sua fabbrica, distrutta dai bombardamenti, viene confiscata dal governo francese. Avendo voluto sempre mantenere la cittadinanza italiana, oltretutto, Bugatti si trova escluso dalle indennità versate a chi ha riportato danni di guerra. 
Naturalizzato francese nel 1946 e intenzionato a ottenere la restituzione dell'azienda, Ettore Bugatti perde la causa in primo grado nel tribunale di Saverne. Di lì a poco si ammala di polmonite: un'embolia lo lascia semi-paralizzato. Quando vince l'appello alla Corte di Colmar, l'11 giugno 1947, è in stato d'incoscienza, ricoverato all'ospedale francese di Neuilly-sur-Seine, dove muore il 21 agosto: non saprà mai di essere tornato in possesso dell'azienda che ha fondato e alla quale ha dedicato tutta la sua vita.
È sepolto nel cimitero di Dorlisheim. Il Comune di Milano, come molti altri in Italia (Leinì, La Loggia, Jesolo, Castelfranco di Sotto ecc) gli ha intitolato una strada.